# 준코코
준코코(1989년 2월 9일 ~ )는 대한민국의 DJ, 음악 프로듀서다.

## 방송
- DJ쇼 트라이앵글 (2017)
- WET! (2023) - 우승